# Klete
Die Klete war in Preußisch Litauen und Ostpreußen der Raum, in dem die haltbaren Vorräte aufbewahrt wurden. Als Kornhaus und Speicher wurde die Klete im Sommer auch als Wohnung oder hölzernes Gartenhaus genutzt. Um Getreide vor Feuchtigkeit zu schützen, wurde sie oft auf Steinen errichtet. In Lettland war sie die klēts.